# Heather Garriock
Heather Garriock (Sydney, 21 de dezembro de 1982) é uma futebolista australiana que atua como meia.

## Carreira
Heather Garriock representou a Seleção Australiana de Futebol Feminino, nas Olimpíadas de 2000 e 2004. 